# 嵇含
嵇含（263年—306年），字君道，自號亳丘子，譙國銍縣人，為西晉時期的文學家及植物學家。
嵇含是嵇康的侄孫、徐州刺史嵇喜之孫，太子舍人嵇蕃之子。曾任征西參軍、驃騎記室督、尚書郎等職位。在永興元年（304年）為范陽王邀請任職中郎，後來成了襄城太守。戰敗後投靠鎮南將軍劉弘。可是嵇含為人剛烈暴躁，時常和司馬郭勱不和，永興三年（306年）劉弘去世後即為郭勱掩殺，諡號為憲。

## 著作
嵇含的著名作品不多，包括了三首五言詩《登高》、《悅晴》、《伉儷》。雖然《隋書·經籍誌》錄有《嵇含集》10卷但已佚失。
除了文學作品，他也對植物感興趣，曾在永興元年（304年）著有《南方草木狀》一書。全書共分三卷，卷上為草類（三十種），卷中為木類（二十八種），卷下為果類（十七種）和竹類（六種）；系統地介紹了嶺南地區的植物。

## 延伸阅读
[在维基数据编辑]
 在维基文库阅读此作者作品（ 在维基共享资源阅览影像）
 《晉書·卷089》，出自房玄齡《晉書》